# Музей Нестора
Музей Нестора (исп. Museo Néstor) — пинакотека большинства работ художника и выходца с Гран-Канарии Нестора Мартин-Фернандеса де ла Торре. Музей располагается в Лас-Пальмасе-де-Гран-Канария (Канарские острова, Испания), в районе Пуэбло Канарио. Архитектуру здания задумал сам Нестор, а спроектировал здание и построил его брат Мигель Мартин-Фернандес де ла Торре в традициях канарской архитектуры.
Музей Нестора важная часть культурного наследия Лас-Пальмаса. Он был открыт 18 июля 1956 года, 18 лет спустя после смерти художника. Музей строился при поддержки администрации города и пожертвований горожан. В музее 10 залов. Одним из главных экспонатов музея служит величественная ротонда, на стенах которой расположено 8 фресок Нестора «Морская поэма».